# Elena (telenovela)
Elena (špa. El Fantasma de Elena) telenovela je produkcijske kuće Telemundo. Glavne uloge imali su Elizabeth Gutiérrez, Segundo Cernadas i Ana Lajevska. Prikazivana je u Albaniji, Hrvatskoj, Njemačkoj, Panami, Srbiji i Venezueli.

## Sinopsis
Prelijepa djevojka Elena, koja s ocem posjeduje maleni hotel na obali Key Westa, zaljubljuje se u bogatog poslovnog čovjeka Eduarda. Ostvaruje svoj životni san i udaje se za svoju pravu ljubav. No, kada se preseli na suprugovo imanje počinju je proganjati duhovi prošlosti njezine nove obitelji. Elena, naime, sazna kako je njezin suprug imao ženu koja je poginula na dan njihova vjenčanja i zvala se jednako kao i ona. Zaprepaštena tom činjenicom, Elena počinje otkrivati tajne koje će joj promijeniti život.

## Uloge
| Glumac                | Lik                             | Opis |
| --------------------- | ------------------------------- | --- |
| Elizabeth Gutiérrez   | Elena Lafe                      | Glavna junakinja. Strastvena i snažna, Elena je beskrajno zaljubljena u Eduarda. Ima mnogo neprijatelja u vili Giron i oko nje. Preživjela je smrt oca i gubitak sina kojeg joj je ukrala Elena Calcaño i njen pomagač, tadašnji Elenin suprug Montecristo Palacios.                                                                                        |
| Segundo Cernadas      | Eduardo Giron                   | Glavni junak. Bogati čovjek koji obožava konje i koji je posvećen poslu. Bio je zaljubljen u svoju nesuđenu suprugu Elenu Calcaño koja se zbog sestrinog flerta s Eduardom ubila na dan vjenčanja. Obožava Elenu i svoje dijete koje je Elena Calcano, koja se predstavljala kao Daniela, ukrala i predstavila kao svoje, ne bi li se Eduardo oženio njome. |
| Ana Lajevska          | Daniela Calcaño / Elena Calcaño | Eduardova mrtva žena koja se ubila jer je Eduardo večer prije vjenčanja spavao s njenom sestrom blizankom, Danielom Calcaño, koja se pretvarala da je Elena ne bi li ga pridobila. / Elenina sestra blizanka, koja se predstavlja kao Elena i mrzi Eduardovu ljubav, Elenu Lafe. Čini sve da bi se Eduardo oženio njome.                                    |
| Fabian Rios           | Montecristo Palacios            | Glavni negativac. Eduardov i Darijev polubrat koji je opsjednut Elenom Lafe, te se oženi njome, ne mareći za njenu ljubav prema Eduardu. Umire u zatvoru. |
| Maritza Bustamante    | Corina Santander                | Negativka koja kasnije postaje dobra. Rebecina je sestra i Walterova suradnica. |
| Elluz Peraza          | Antonia "Latona" Sulbaran       | Negativka koja kasnije postaje dobra. Majka je blizanki Elene i Daniele Calcano. |
| Carlos Montilla       | Darío Giron                     | Negativac. Eduardov brat koji umire. |
| Katie Barberi         | Rebeca Santander de Giron       | Negativka koja kasnije postaje dobra. Corinina je sestra. |
| Wanda D'Isidoro       | Laura "Luna"                    | Najbolja prijateljica Elene Lafé. |
| Zully Montero         | Margot Uzcategui / Ruth Mechan  | Baka Elene Lafe koju ubija Dulce / Margotina sestra blizanka koja pomaže Eleni Lafe nakon što ju je našla nna cesti. |
| Jessica Mas           | Dulce Uzcategui                 | Negativka koja ubija najmanje sedmero ljudi. Pada u komu i umire. |
| Henry Zakka           | Alan Martin                     | Bivši policajac. Trenutno osobni asistent i zaštitnik Elene Lafe. |
| Marisol Calero        | Nena Ochoa                      | Latonina saveznica. |
| Freddy Visquez        | Anacleto / Said                 | Prijatelj Nene Ochoe. |
| Juan Pablo Llano      | Walter                          | Corinin suradnik koji je zaljubljen u Andreu. |
| Victor Corona         | Kalima                          | Negativac. Montecristov prijatelj kojeg ubija policija. Indijanac. |
| Beatriz Monroy        | Jesusa                          | Glavna sluškinja u vili Giron koja posvaja Mileidi. |
| Liannet Borrego       | Mileidi                         | Sluškinja u vili Girón. Clarina je biološka kći. Udala se za Michela. |
| Michelle Jones        | Gandica                         | Policajka. |
| Braulio Castillo Hijo | Tomas Lafe                      | Otac Elene Lafe koji pogiba u prometnoj nesreći koju je prouzrokovala Dulce. |
| Mauricio Henao        | Michel                          | Clarin posvojeni sin. oženio je Mileidi. |
| Karen Garcia          | Clara                           | Mileidina i Lucijina biološka majka. Usvaja Michela dok je bio dijete. |
| Isabella Castillos    | Andrea                          | Rebecina i Darjeva kći. Zaljubljena je u Waltera. |
| Alexandra Pomales     | Lucia                           | Clarina biološka kćer. Mileidina sestra i Michelova polusestra. |
| Ariel Texido          | Tulio                           | Odvjetnik kojeg je ubila Dulce. |
| Eva Tamargo           | Mariela Lafe                    | Maćeha Elene Lafe. Pogiba u požaru u vili Giron. |
| Gerardo Riveron       | Samuel                          | Jesusin muž. Pogiba u požaru u vili Giron. |
| Adrian Carvajal       | Benjamin Giron                  | Negativac. Rebecin i Daríjev sin. Andrein brat koji drži Lauru u zatočeništvu. Pogiba u požaru u vili Giron. |
| Yuly Ferreira         | Sandra                          | Corinina prijateljica i bivša Montecristova ljubavnica. Ubija ju Kalima. |
| Nury Flores           | Felipa Chaparro                 | Bivša čuvarica zatvora. Sadašnja zaposlenica Elene Lafe koja pokušava pronaći Elenu Calcano . |
| Leslie Stewart        | Vicky                           | Rebecina prijateljica koja završava u zatvoru zbog pokušaja ubojstva Dulceinog sina. Ubija ju “Leptir”. |
| Lino Martone          | Ramiro Sanchez                  | Grekov šef koji želi kupiti Elenino imanje i poslati Montecrista u zatvor. |